# Nikola Jović
Ne doit pas être confondu avec Nikola Jokić.
Nikola Jović (cyrillique serbe : Никола Јовић), né le 9 juin 2003 à Leicester en Angleterre, est un joueur serbe de basket-ball évoluant au poste d'ailier fort.

## Biographie

### Carrière en club

#### Mega Basket (2021-2022)
Nikola Jović fait ses débuts en Ligue adriatique le 19 mars 2021 face au KK Split, il marque 10 points et prend 9 rebonds en 21 minutes.

#### Heat de Miami (depuis 2022)
Lors de la draft 2022, il est choisi en 27e position par le Heat de Miami.

### Carrière en sélection
Il dispute la Coupe du monde des moins de 19 ans en juillet 2021 avec la Serbie et est nommé dans le cinq majeur de la compétition avec le Français Victor Wembanyama, le Canadien Zach Edey et les Américains Chet Holmgren et Jaden Ivey.

## Palmarès

### En NBA
- Champion de la Conférence Est en 2023 avec le Heat de Miami.

### En sélection nationale
- Médaille de bronze aux Jeux olympiques de 2024.
- Finaliste à la Coupe du monde 2023.

### Statistiques

#### Saison régulière
| Saison    | Équipe   | Matchs | Titul. | Min./m | % Tir | % 3pts | % LF | Rbds/m. | Pass/m. | Int/m. | Ctr/m. | Pts/m. |
| --------- | -------- | ------ | ------ | ------ | ----- | ------ | ---- | ------- | ------- | ------ | ------ | ------ |
| 2022-2023 | Miami    | 15     | 8      | 13,6   | 40,6  | 22,9   | 94,7 | 2,10    | 0,70    | 0,50   | 0,10   | 5,50   |
| Carrière  | Carrière | 15     | 8      | 13,6   | 40,6  | 22,9   | 94,7 | 2,10    | 0,70    | 0,50   | 0,10   | 5,50   |

#### Playoffs
| Saison   | Équipe   | Matchs | Titul. | Min./m | % Tir | % 3pts | % LF | Rbds/m. | Pass/m. | Int/m. | Ctr/m. | Pts/m. |
| -------- | -------- | ------ | ------ | ------ | ----- | ------ | ---- | ------- | ------- | ------ | ------ | ------ |
| 2023     | Miami    | 7      | 0      | 1,8    | 25,0  | 0,0    | –    | 0,70    | 0,00    | 0,00   | 0,00   | 0,30   |
| Carrière | Carrière | 7      | 0      | 1,8    | 25,0  | 0,0    | –    | 0,70    | 0,00    | 0,00   | 0,00   | 0,30   |